# Wolfgang Schrötl
Wolfgang Schrötl (* 15. Jahrhundert; † 15. April 1515) war Abt des Stiftes Rein.

## Leben
Wolfgang Schrötl stammte wahrscheinlich aus Graz und ist vielleicht mit dem 1451 genannten Verfasser juristischer Bücher Wolfgang de Grecz (Graz) identisch. Dass er – wie oft zu lesen – auch der Schreiber des während seiner Amtszeit 1492/93 in seinem Auftrag gefertigten und nach ihm benannten Wolfgang-Missales ist, ist unwahrscheinlich.
Nachdem sein Vorgänger Christian Ganser im Dezember 1480 an der Pest gestorben war, wurde Schrötl im Jänner 1481 zum Abt gewählt. Seine Hauptaufgaben waren die Behebung der Bauschäden nach dem Türkeneinfall 1480, die Befestigung des Stiftes mit Wehrmauern und Wehrtürmen und die wirtschaftliche Konsolidierung. Er ließ ein neues Prälaturgebäude errichten, das heute das Stiftsarchiv beherbergt. Als Förderer von Bildung und Wissenschaft sorgte er für die Ausstattung der Bibliothek, des Skriptoriums und der Buchbinderei, die während seiner Amtszeit ihre Blütezeit erlebte. Im Auftrag des Generalabtes sorgte er für die Wiedereröffnung des Ordenskollegs zum heiligen Nikolaus an der Universität Wien, das aber wegen mangelnder Unterstützung durch seine Mitäbte keinen langen Bestand hatte. Im Auftrag des Generalkapitels war er auch als Visitator in Neukloster, Viktring und Sittich tätig.
Er starb am 15. April 1515. Zu seinem Nachfolger wurde Abt Johannes Lindenlaub vom Stift Neukloster gewählt.  